# Мещеряк Сергій Сергійович
Сергій Сергійович Мещеряк (нар. 19 червня 1965 року, Київ) — український економіст. Голова правління АТ «Український інноваційний банк» з 2002 року.
Освіта: Київський університет імені Тараса Шевченка, факультет міжнародних відносин та міжнародного права (1982—1987), юрист-міжнародник; Інститут міжнародних відносин Лідського університету (1991, Велика Британія); Колумбійський університет, юридичний факультет (1995-96, США); Київський національний економічний університет (2000), магістр ділового адміністрування; кандидатська дисертація «Докорінна зміна обставин (rebus sic stantibus) у праві міжнародних договорів» (1994).
- Серпень-листопад 1987  року — юрисконсульт зовнішньоторгової фірми, Інститут електрозварювання імені Євгена Патона НАН України.
- Листопад 1987-листопад 1990 року — аспірант, Інститут держави і права НАН України.
- Листопад 1990-жовтень 1996 року — третій секретар, другий секретар, виконувач обов'язків завідувача сектору договірно-правового відділу, завідувач відділу міжнародно-правових питань багатостороннього співробітництва, виконувач обов'язків заступника начальника управління — завідувач відділу, заступник начальника Договірно-правового управління — завідувач відділу, МЗС України.
- Жовтень 1996-вересень 1998 року — керівник Управління стратегії забезпечення економічної безпеки, Апарат Ради національної безпеки і оборони України.
- Вересень 1998-лютий 2002 року — заступник голови правління, ВАТ «Державний експортно-імпортний банк України».
- З лютого 2002 року — перший заступник голови правління, голова правління, АТ «Український інноваційний банк».

Член президентської ради Української асоціації міжнародного права.
Володіє англійською мовою.